# La vera storia di Jack lo squartatore - From Hell
La vera storia di Jack lo squartatore - From Hell (From Hell) è un film del 2001 diretto dai fratelli Hughes, liberamente tratto dal romanzo a fumetti From Hell di Alan Moore ed Eddie Campbell, incentrato sulla misteriosa quanto celeberrima vicenda dell'assassino seriale passato alle cronache come Jack lo squartatore, di cui tuttora non si conosce l'identità.
Il film, costato trentacinque milioni di dollari, ebbe un buon riscontro commerciale, incassandone ben settantacinque nel mondo pur avendo ricevuto un'accoglienza abbastanza tiepida da parte della critica, che di fatto mostrò di non aver apprezzato particolarmente i cambiamenti di stile e trama apportati rispetto all'opera di riferimento (lo stesso Moore, notoriamente critico se non addirittura ostile nei confronti degli adattamenti cinematografici delle sue opere, ebbe parole di biasimo per il film, specie per com'era stato trasposto sullo schermo il personaggio di Abberline)

## Trama
Londra, 1888. Nel degradato e malfamato quartiere di Whitechapel, un gruppo di prostitute che hanno stretto amicizia lotta per la sopravvivenza contro le angherie di un esoso e violento protettore di nome McQueen che spadroneggia con un manipolo di sgherri noto come "banda di Nicol Street". Ann Crook, una del gruppo, è riuscita ad affrancarsi dal giro sposando un ricco pittore di nome Albert che è sempre in viaggio per l’Europa a vendere i suoi quadri. Dalla loro unione è nata una bambina, Alice. In previsione dell’arrivo di Albert dalla Francia nel pomeriggio, Ann si reca dalle sue amiche chiedendo loro di poterle tenere la figlia. Due del gruppo accettano ma, quando vanno a riportare la neonata ai due coniugi, assistono al rapimento di Albert e Ann, sorpresi da un manipolo di misteriosi uomini dall’aria aristocratica mentre consumano un rapporto sessuale. I due vengono presi di peso e violentemente caricati su due carrozze separate che partono alla svelta per le strade della città, poi Ann viene sottoposta ad un interrogatorio dall’argomento sconosciuto e minacciata. È sera e mentre una delle prostitute riporta Alice ai genitori di Ann, l’altra viene attirata in un vicolo buio e brutalmente assassinata a coltellate da un assassino che diviene presto noto come "Jack lo squartatore":
Delle indagini si occupa il giovane ispettore Frederick Abberline, un uomo sagace ed elegante dalle straordinarie capacità premonitive, rifugiatosi nelle droghe e nell’alcool dopo la morte della moglie nel dare alla luce un bambino già deceduto. Lo affianca il sergente Peter Godley, sempre impegnato nel tentativo di salvare l’amico dalla sua sindrome autodistruttiva. I due agenti si recano presso l’obitorio per consultare il medico legale e dall’autopsia vengono a sapere che la vittima è stata sgozzata e le sono state inflitte orrende mutilazioni genitali. Il giorno dopo, presso l’ospedale reale londinese, il professor William Gull conduce un gruppo di studiosi ad un seminario tenuto dal dottor Ferral, trattante una nuova tecnica per curare la demenza. Durante il seminario viene infatti praticata una lobotomia su una giovane paziente affetta da isteria.
Le prostitute, ancora scioccate dagli eventi riguardanti la loro amica, pensano che l’omicidio sia tutta opera della banda di McQueen visto che vengono minacciate continuamente se non pagano per la “protezione” da parte sua. Alla prima vittima se ne somma subito una seconda, Mary Ann Nichols, detta anche “Polly”. La giovane prostituta viene assassinata da un uomo misterioso fintosi un cliente: l’omicidio ha luogo all’interno della carrozza dello squartatore mentre lei è distratta nell’ammirare l’Ago di Cleopatra. Il corpo di Polly viene in seguito rinvenuto di notte da un poliziotto di turno. Il mattino seguente, si forma una folla attorno al cadavere e gli abitanti del quartiere cominciano a preoccuparsi. Abberline, giunto sul posto, analizzando il cadavere trova un graspo d’uva e nota che, nonostante la notte precedente fosse piovuto, il corpo è completamente asciutto: l’ispettore giunge così alla conclusione che la donna non sia stata assassinata nel luogo in cui è stata trovata; inoltre, come per la prima vittima, anche Polly è stata sgozzata, sventrata e privata dei suoi organi genitali.
L’ispettore Abberline riporta al capo della polizia, Charles Warren, che l’assassino è presumibilmente un uomo ricco, considerando che può permettersi di offrire l’uva alle sue vittime. Warren sostiene che l’assassino non possa essere inglese o di estrazione altolocata e ordina all’ispettore di indagare sugli stranieri e, pur di fronte alle obiezioni del sottoposto, insiste che venga interrogato ogni macellaio, pellicciaio e sarto. Abberline e Godley si recano al funerale di Polly per interrogare le sue amiche, e qui avviene la conoscenza tra l’ispettore e Mary Jane Kelly, affascinante prostituta dai capelli rossi. Dopo Polly, viene rinvenuto il cadavere di un’altra delle ragazze del gruppo, Annie Chapman detta “la bruna”, anche lei assassinata con l’inganno di consumare un rapporto sessuale. Vicino al corpo mutilato, lo squartatore ha disposto delle monete che formano un pentacolo; Abberline sostiene di aver visto la vittima in sogno la notte in cui è stata brutalmente uccisa. L'ispettore, presentando il rapporto al superiore Warren, chiede il permesso di poter consultare un chirurgo esperto considerando il modus operandi del killer, permesso che gli viene immediatamente negato. L’ispettore però, non ha nessuna voglia di attenersi agli ordini e fa così la conoscenza del dottor Gull, che è medico onorario della famiglia reale; riuscendo ad ottenere una consulenza riguardo al caso dello squartatore. Successivamente, Abberline fa prelevare con la forza Mary Jane da Godley, visto che quest’ultima era riluttante all’idea di collaborare con le indagini. Ella viene a sapere dall’ispettore che sono tutte sorvegliate vista l’impossibilità della polizia di arrestare la banda di Nicol Street senza prove.
Con il tempo l’ispettore riesce a guadagnarsi la fiducia di Mary Jane e, dalla descrizione di lei circa gli uomini cha ha visto rapire Ann e Albert, Abberline riconosce il capo della sezione speciale della polizia, Ben Kidney, dapprima al servizio della Corona. Quella stessa notte, l’ispettore si intrufola di soppiatto nella sede della sezione speciale con la complicità del sergente Godley e scopre in archivio dei documenti che riguardano Ann Crook e la piccola Alice. Da tali carte, l’ispettore viene a sapere che la sfortunata Ann è stata ricoverata in un istituto per malattie mentali mentre la bambina è stata affidata ad un orfanotrofio. A questo punto Abberline e Mary Jane decidono di andare a trovare Ann per farsi dire cosa le è successo. Quando però i due si trovano davanti alla ragazza, tutte le loro speranze svaniscono: Ann è infatti in uno stato semicatatonico per colpa della lobotomia praticatale dal dottor Ferral. Interrogata dall’accorata Mary Kelly, la sventurata non fa altro che farfugliare frasi incoerenti in cui afferma di essere una regina e che Albert è il suo principe. Colto da un sospetto, Abberline conduce Mary Jane a una galleria d'arte per mostrarle i quadri della famiglia reale. La ragazza riconosce, con sua enorme sorpresa, la vera identità del marito di Ann: il principe Edward Albert Victor, nipote della regina Vittoria e legittimo erede al trono d’Inghilterra in linea di successione dopo il padre, EEdoardo VIII.
Cominciando a capire l'entità del complotto che si cela dietro la figura di Jack lo squartatore, l'ispettore chiede consiglio al dottor Gull. Abberline confida al medico tutti i suoi sospetti e le sue deduzioni: il fatto che Edward, anglicano, avesse contratto un regolare matrimonio con la prostituta Ann in una chiesa cattolica; il dettaglio che a quel matrimonio fossero presenti Mary Jane Kelly e tutte le sue amiche, alcune delle quali uccise di recente; la consapevolezza che la bambina Alice sia, a tutti gli effetti, legittima erede al trono d’Inghilterra. Gull non smentisce i suoi sospetti ma gli rivela che il principe Edward ha contratto la sifilide e che, a causa di un tremito violento alle mani, sarebbe stato per lui impossibile compiere omicidi così efferati. Trovandosi nell'impossibilità di proteggere le ragazze da un assassino che non sa ancora identificare, Abberline ordina a Mary Jane di nascondersi per qualche giorno assieme alle uniche amiche superstiti. Le prostitute si chiudono allora in una stanzetta assieme ad Ada (un'altra prostituta, una donna belga dai capelli bruni) adescata da Liz, per tenerle compagnia. Tuttavia, un litigio fra le due spinge Liz a fuggire dalla stanza. Essendo la donna in preda all'ira e per strada, è fin troppo facile per Jack lo squartatore attirarla in un angolo e ucciderla. La medesima fine attende Catherine Eddowes, uscita dal rifugio per cercare l’amica Liz. La sera stessa, visto che Abberline si stava avvicinando a risolvere il caso, viene minacciato dagli agenti speciali di Ben Kidney, il quale lo stordisce con una testata. Ripresa conoscenza, l'ispettore si reca sulla scena del crimine dove giace il corpo di Catherine. Jack lo squartatore questa volta ha lasciato scritta su un muro la frase: I giudei non sono persone da essere accusate per niente.
Giunge sul posto il capo della polizia Warren, che fa cancellare immediatamente la scritta dal muro onde evitare disordini e sospende dal caso Abberline, ma il temerario ispettore continua l’indagine per conto proprio, consapevole di riuscire a scoprire l’identità dell’assassino. Dopo avere avuto una visione causata fumando oppio, Abberline consulta un libro riguardante la storia della massoneria, collegando gli omicidi ad atti rituali della setta (che tra i suoi simboli ha anche il pentacolo). L’ispettore si reca nuovamente presso l’abitazione di William Gull e scopre infine la terrificante verità: Jack lo squartatore non è altri che lo stesso dottore, al quale la lealtà alla Corona e l'appartenenza alla massoneria hanno preso la mano, portandolo a psicopatia e follia: avrebbe dovuto nascondere ogni prova del matrimonio tra il principe Edward e la prostituta Ann, senza però arrivare a tanto orrore.
Gull fugge grazie all’aiuto di Kidney e, avendo scoperto il nascondiglio dove si trova l'ultima donna da uccidere, ovvero Mary Jane, vi si reca. L’ispettore viene portato su una carrozza e imbavagliato da Ferral e Kidney, oramai decisi ad assassinarlo per la sua clamorosa scoperta. Dopo una colluttazione coi due complici dello squartatore, l’ispettore riesce a salvarsi. A Gull, invece, non resta che commettere l'ultimo delitto, il più atroce e spaventoso, equivocando però l'identità della ragazza che Abberline scopre in realtà essere Ada. Mary Jane invece è riuscita a salvarsi, portando via con sé la piccola Alice; l'ispettore nasconde le prove che porterebbero alla corretta identificazione dell'ultimo cadavere per salvare Mary Jane da future ripercussioni, poi viene reintegrato da Warren, anche lui adepto massonico.
La regina Vittoria, sconvolta dall'operato di Gull, ordina che l'intera operazione venga insabbiata. William, al cospetto dei compagni massoni (tra cui Warren e Farrel), rivendica con orgoglio quanto fatto per salvare l'impero britannico. Infine, viene rinchiuso in manicomio e lobotomizzato.
Abberline, nonostante un invito che Mary Kelly gli ha lasciato, non va a trovarla onde evitare che qualcuno possa rimettersi sulle sue tracce. Mentre sogna la donna che si rifà una vita adottando come figlia Alice, l'ispettore muore a causa di un'overdose di oppio. Il sergente Godley trova il corpo senza vita del suo amico. Dispiaciuto e quasi scoppiando in lacrime, gli pone sugli occhi due monete che teneva in mano lo stesso ispettore per il viaggio nell’aldilà, tradizione nella quale credeva fortemente.

## Distribuzione
Il film è uscito negli Stati Uniti il 19 ottobre 2001. In Italia, invece, è uscito il 21 dicembre.

### Edizione italiana
La direzione del doppiaggio italiano è a cura di Claudio Sorrentino, su dialoghi di Mauro Trentini, per conto della C.D. Cine Doppiaggi.

## Riconoscimenti
- 2001 - Satellite Award
  - Nomination Migliori costumi a Kym Barrett
- 2002 - Saturn Award
  - Nomination Miglior film horror
  - Nomination Miglior attore protagonista a Johnny Depp
  - Nomination Migliori costumi a Kym Barrett
- 2002 - Premio Bram Stoker
  - Nomination Miglior sceneggiatura a Terry Hayes e Rafael Iglesias
- 2002 - Black Reel Awards
  - Nomination Miglior film a Amy Robinson, Don Murphy e Jane Hamsher
  - Nomination Miglior regia a Allen Hughes e Albert Hughes
- 2002 - International Horror Guild
  - Nomination Miglior film